# Alfa oxidación
La α-oxidación o alfa oxidación es la ruta catabólica de ciertos ácidos grasos ramificados, como el ácido fitánico procedente del fitol, cuyo grupo metilo localizado en el carbono 3 impide su catabolismo por beta oxidación. En esta vía catabólica la oxidación inicial se produce en el carbono α.

## Ruta

Etapas de la ruta de la α-oxidación del ácido fitánico.

La α-oxidación del ácido fitánico se cree que tiene lugar enteramente en el peroxisoma y se compone de las siguientes etapas:
1. Esterifiación del ácido fitánico con CoA para dar lugar a fitanoil-CoA, gracias a la catálisis de una acil-CoA deshidrogenasa (en función de la longitud de la cadena hidrocarbonada), como sucede en la primera etapa de la β-oxidación. Se requiere la reducción de FAD.
2. Oxidación del fitanoil-CoA en 2-hidroxifitanoil-CoA (o α-hidroxifitanoil-CoA) por medio de la acción de la fitanoil-CoA dioxigenasa (ligada al citocromo P450).
3. Escisión del grupo formil-CoA terminal por acción de la 2-hidroxifitanoil-CoA liasa, dando lugar a pristanal.
4. Oxidación del pristanal en ácido pristánico por acción de la aldehído deshidrogenasa, lo que implica la reducción NAD+ en NADH.

Se libera propionil-CoA como resultado de una β-oxidación cuando el carbono β es sustituido.

## Enfermedad de Refsum
La enfermedad de Refsum es una lipidosis hereditaria recesiva producida por un defecto en la enzima fitanoil-CoA dioxigenasa que impide la degradación del ácido fitánico y genera su acumulación en las células. Problemas en la génesis de los peroxisomas también van a acarrear, intrínsecamente, fallos en la α-oxidación.